# Caenacis cupraeus
Caenacis cupraeus är en stekelart som först beskrevs av Léon Abel Provancher 1881.  Caenacis cupraeus ingår i släktet Caenacis och familjen puppglanssteklar. Inga underarter finns listade.